# Dario Marchini
Dario Marchini (Brescia, 1957) è un karateka e maestro di karate italiano, uno dei maestri di karate tradizionale italiani più titolati ed importanti. Il maestro Marchini è allievo del maestro Shirai Hiroshi.

## Carriera
Inizia la pratica del Karate nel 1970, divenendo nel giro di qualche anno protagonista della scena italiana e internazionale.
Ottiene nel 1973 la cintura nera davanti ai maestri Kase Taiji e Shirai Hiroshi. Nel 1975 comincia l’attività d’insegnamento come istruttore prima e maestro poi. È presidente dell’Associazione Culturale Kokoro International ideata nel 1999 assieme ai suoi allievi più vicini. Scopo dell’iniziativa è di proporre una rivoluzione in senso tradizionale per “un approfondimento e una riflessione continua sui valori e sui principi più profondi del Karatedō”.
Dal 1982 si dedica a tempo pieno all’attività di insegnante che svolge primariamente presso il suo Dojo a Milano, l'Accademia del Karate Studio Shirai.
Dal 1986 inizia a partecipare a corsi internazionali come assistente dei Maestri Kase Taiji e Shirai Hiroshi.
Dal 1989 è regolarmente chiamato a dirigere corsi internazionali di approfondimento e studio del Karatedo.
Il 10 Ottobre 2015 è stato promotore di una serata al Teatro Dal Verme di Milano all'interno della quale è stato presentato il progetto: "l'Efficacia dell'Arte" un viaggio attraverso le molteplici forme espressive del Karate nel dialogo con altre arti: cinematografia, musica, calligrafia. All'evento hanno partecipato numerosi artisti: il pianista Cesare Picco, il calligrafo Luca Barcellona e i registi Giovanni Giommi e Latino Pellegrini.
Come parte del progetto il Maestro Marchini ha poi pubblicato tre volumi titolati: "Shōtōkan Ryū Karate Dō Kata". Nel primo volume sono presentati i 15 kata classici della tradizione Shōtokan, nel secondo volume sono mostrati 11 kata appartenenti a un livello più avanzato, mentre, nel terzo volume, sono proposti 3 kata Taykyoku e alcuni kata derivati dagli studi fatti dal Maestro Marchini con i suoi Maestri e frutto della sua personale ricerca.
Il progetto si completa con i 27 cortometraggi Kata Ōyō Bunkai che intendono essere un esempio di come l’approfondimento e lo studio dei kata non abbiano limiti e consentano un miglioramento e una scoperta continui. I cortometraggi sono stati diretti da Latino Pellegrini.
Nel 2019, il progetto visivo Efficacia dell'Arte è stato inserito  anche nella rassegna TYPELINE, presentata al MAMBO (Museo di Arte Moderna di Bologna). “Corpo, forza e intenzione, l’equilibrio del Kata dell’arte marziale si rispecchia in quello del gesto calligrafico. Il Maestro Dario Marchini e Luca Barcellona, calligrafo di fama internazionale creano uno spazio finito e aperto, dove corpo, movimento e segno si incontrano in una forma perfetta.”
Nonostante un palmares agonistico difficilmente eguagliabile, tra i risultati più importanti ricordiamo:
Come agonista:
- Campionati mondiali di karate WUKO[4] dal 1984 al 1990 - ITKF 1992 e 1996: 9 medaglie d’oro; 7 medaglie d’argento; 2 medaglie di bronzo.
- Campionati Europei UEK dal 1982 al 1990 - ETKF dal 1982 al 1992: 20 medaglie d’oro; 1 medaglia d’argento; 5 medaglie di bronzo.
- Campionati Italiani dal 1976 al 1990: 17 medaglie d’oro; 2 medaglie d’argento.

Come allenatore della Squadra Nazionale Italiana dal 1994 al 2007:
- Campionati Mondiali ITKF[5] dal 1994 al 2006: 22 medaglie d’oro; 3 medaglie d’argento; 3 medaglie di bronzo.
- Campionati Europei ETKF dal 1994 al 2007: 46 medaglie d’oro; 20 medaglie d’argento; 1 medaglia di bronzo.

Come allenatore di squadra di club (risultati principali):
- Campionati Italiani: oltre 100 medaglie di cui oltre 50 medaglie d’oro.[6]

Alla domanda “Qual è stato il suo risultato più importante?” così risponde:
“La sincerità del rapporto con i miei Allievi, con il mio Sensei e con la mia pratica e ricerca nel Karatedō. È questo il mio risultato più importante di oltre 50 anni di Karate. Le medaglie?
Solo mezzi, nient’altro che mezzi.”